# Judas Thaddäus Gerl
Judas Thaddäus Gerl (* 28. Oktober 1774 in Andorf; † 13. April 1847 in Bayreuth) war ein österreichischer Opernsänger (Bass).

## Leben
Judas Thaddäus Gerl wurde als Sängerknabe in Salzburg ausgebildet, studierte dann Naturwissenschaften, war jedoch schon während seines Studiums als Bassist an der Kollegienkirche tätig und wurde dort 1795 Chorvikar. 1796 wurde er auf Probe salzburgischer Hofbassist, ab 1801 wirkte er auch beim Salzburger Theater als Sänger. Nach der Auflösung der Hofkapelle 1805 ist er 1808/09 als Bassist an der „Großherzoglich privilegierten Schaubühne“ Würzburg nachweisbar. Später gab er seine Bühnenkarriere gänzlich auf und lebte ab 1818 als königlicher Schloßverwalter in Bayreuth, wo er am 13. April 1847 starb.
Die Angabe, er habe in der Uraufführung von Wolfgang Amadeus Mozarts Zauberflöte den ersten Sarastro gegeben, beruht auf einer auf Ludwig Eisenberg zurückgehenden Verwechslung mit Judas Thaddäus’ älterem Bruder Franz Xaver Gerl (1764–1827). Auch die erste Papagena war nicht etwa Judas Thaddäus’ Ehefrau Franziska Kosteletzky, die nicht musikalisch hervortrat, sondern Franz Xavers Ehefrau Barbara Gerl geb. Reisinger. Judas Thaddäus Gerl gehörte Emanuel Schikaneders Theatertruppe nie an. Auch wurde er mehrfach mit einem 1766 in Straubing geborenen Thaddäus Gerl verwechselt, der mit der Musikerfamilie Gerl nicht verwandt ist.
Sein Sohn Johannes Gerl (1803–1873) wurde ebenso Sänger wie seine Enkelin Helene Gerl (1847–1905).